# ウィーンの和約 (1261年)
ウィーンの和約（ウィーンのわやく、ドイツ語: Frieden von Wien）は1261年3月31日に締結された、ボヘミア王オタカル2世、ハンガリー王ベーラ4世およびその息子イシュトヴァーン5世の間の条約。

## 締結まで
1254年のオーフェンの和約において、ベーラ4世がシュタイアーマルク公国の大半を獲得した一方、オタカル2世はオーストリア公国を領有した。ところが、シュタイアーマルクでは貴族の反乱があり、ベーラ4世が委任したハンガリー人官僚が追放された。代わりにイシュトヴァーンがシュタイアーマルク公になったが、クレッセンブルンの戦いでオタカル2世に敗北、オタカル2世はベーラ4世にシュタイアーマルクの放棄を要求した。

## 結果
ベーラ4世はシュタイアーマルク公国、および現スロバキアの一部にあたるモラヴィアとの辺境地帯を放棄した。条約はまたハンガリーとボヘミアの間の同盟を成立させ、オタカル2世はベーラ4世の孫娘クンフタ・ウヘルスカーと結婚した。